# Dorfkirche Schönau

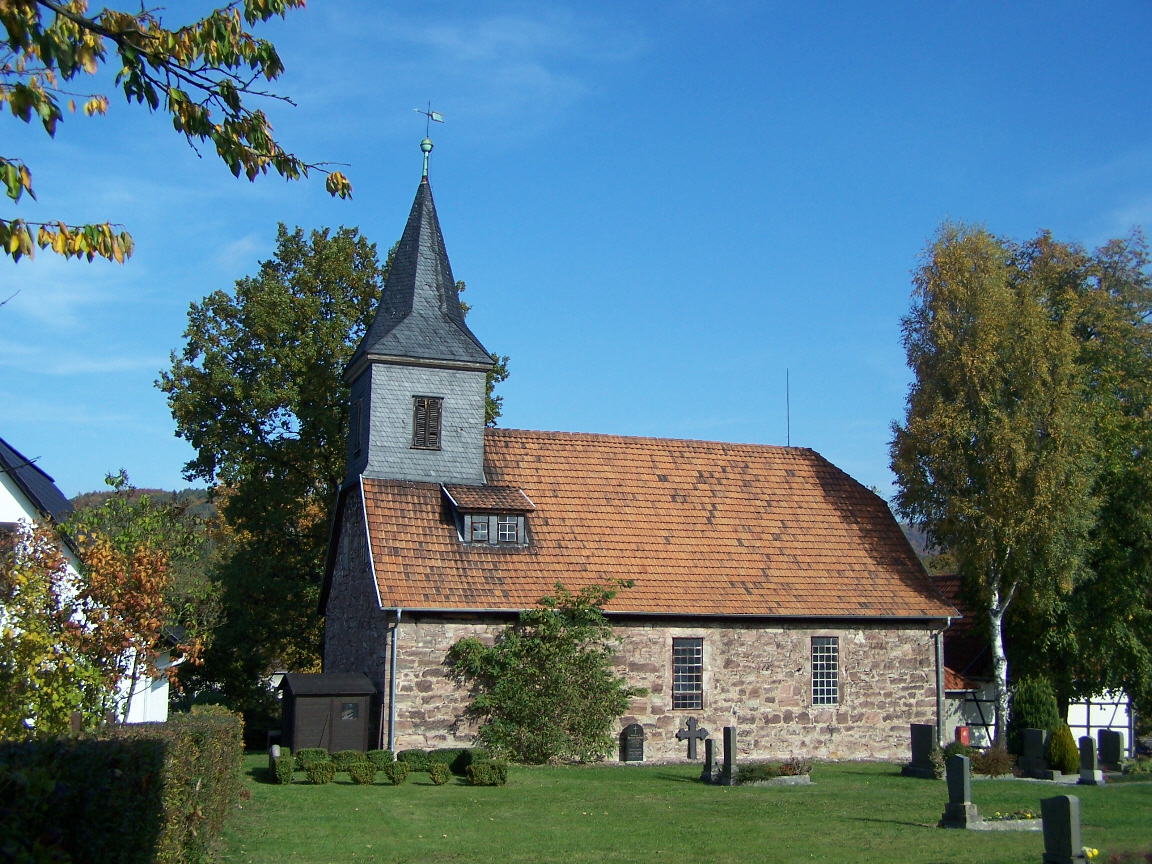
Die Schönauer Kirche

Die Dorfkirche Schönau ist die evangelisch-lutherische Kirche des Ortsteiles Schönau der Gemeinde Wutha-Farnroda im Wartburgkreis in Thüringen.

## Lage
Die Schönauer Kirche steht auf einer Anhöhe neben dem ehemaligen Schulhaus inmitten des historischen Ortskerns mit Back- und Pfarrhaus.

## Geschichte
Die heutige Kirche ist das dritte Kirchengebäude des Ortes. Die erste, auf der Kirchwiese nahe der Hörsel erbaute, spätromanische immer wieder durch Hochwasser beschädigte Kirche wurde aufgegeben. Auch der zweiten, in Fachwerkbauweise errichteten Kirche war nur eine kurze Lebensdauer beschieden, sie erlitt durch Unwetter und den Dreißigjährigen Krieg Schäden und wurde abgetragen. Mit Spenden erfolgte unter Pfarrer David Pistorius (1603–1690) im Jahr 1689 der Aufbau der bis heute erhaltenen, massiv aus heimischem Naturstein errichteten und dem Dorfbild entsprechenden Kirche.
Im 20. Jahrhundert wurde eine Leichenhalle angebaut und dabei ein Fenster hinter dem Altar zugemauert. 1989/90 wurde der Innenraum der Kirche anlässlich ihres 300-jährigen Bestehens renoviert.

## Ausstattung
Im Inneren der Kirche befindet sich an der Südwand der Grabstein von David Pistorius, dem Initiator des Kirchenbaus. Neben der Kanzel schmückt ein kelchförmiger Taufstein die Kirche. Die rechteckigen Fenster sowie Türen, Emporen, Stühle, Kanzel und Taufstein sind aus Holz. Der Taufstein und weitere Bauteile der Ausstattung wurden aus den Vorgängerkirchen übernommen. Der Innenraum ist seit der Renovierung 1989/90 in warmen Rottönen gehalten.
Mit Umsetzung des geplanten Abrisses der Leichenhalle ist eine Öffnung des zugemauerten Altarfensters vorgesehen. Für dessen Gestaltung schrieb die Kirchgemeinde einen Gestaltungswettbewerb aus, bei dem sich der Entwurf "Der gute Hirte" des Künstlers Gert Weber durchsetzte. Mit Einbau des Fensters sollen Umbauten am Innenraum erfolgen und Bänke sowie eine Empore entfernt werden.

## Kirchgemeinde
Schönau bildet eine gemeinsame Kirchgemeinde mit dem Nachbarort Kälberfeld und dem Ortsteil Deubach.